# جوان فلين
جوان إل فلين (بالإنجليزية: JoAnne Flynn)‏ هي عالمة أحياء دقيقة وعالمة بعلم المناعة أمريكية. وهي أستاذة في كلية الطب بجامعة بيتسبرغ حيث تجري أبحاثًا حول مسببات المتفطرة السلية وعلم المناعة. وكانت رئيسة الجمعية الأمريكية لعلماء المناعة.

## التعليم
أكملت جوان فلين البكالوريوس في الكيمياء الحيوية بجامعة كاليفورنيا، ديفيس عام 1982. حصلت على درجة الدكتوراه في علم الوراثة الميكروبية والآليات المسببة للأمراض في جامعة كاليفورنيا، بيركلي. وكان مستشارها للدكتوراه دينيس إي أومان. و قامت فلين بزمالة ما بعد الدكتوراه من أكتوبر 1987 إلى يونيو 1990 في برنامج الدراسات العليا لمعهد سكريبس للأبحاث في عيادة علم الوراثة الميكروبية في قسم البيولوجيا الجزيئية. وكان مستشارها ماجدلين سو.

## الحياة المهنية والأبحاث
كانت فلين باحثًا مشاركًا في معهد هوارد هيوز الطبي وكلية ألبرت آينشتاين للطب من يونيو 1990 إلى ديسمبر 1993. وكان مستشارها باري بلوم. هي أستاذة في قسم علم الأحياء الدقيقة وعلم الوراثة الجزيئي في كلية الطب بجامعة بيتسبرغ. من 2018 إلى 2019، كانت فلين رئيسًا للجمعية الأمريكية لعلماء المناعة. تشمل اهتماماتها البحثية بالمسببات المرضية للمتفطرة السلية وعلم المناعة.